# Projekt 22010 Krjujs
Projekt 22010 Krjujs (ryska: Крюйс, ”Kryss”, NATO-rapporteringsnamn: Jantar-klass) är en rysk klass om två stycken spaningsfartyg. Fartygen i klassen kan utföra såväl undervattensoperationer med miniubåtar och AUV:er som radarspaning kapabel att följa objekt i låg omloppsbana.

## Fartyg i klassen

### Jantar
Kölsträckt: 8 juli 2010, Sjösatt: 5 december 2012, Tagen i tjänst 23 maj 2015

Jantar tillhör Huvuddirektoratet för undervattensforskning (Glavnoje Upravlenije Glubokovodnykh Issledovanija, GUGI) och har använts för ett flertal olika undervattensoperationer, de flesta med anknytning till undervattenskablar mellan andra länder. Hon har även bärgat delar från ryska stridsflygplan som kraschat i Medelhavet under Syriska inbördeskriget samt hjälpt Argentina att söka efter den förolyckade ubåten ARA San Juan.

### Almaz
Kölsträckt: 9 juni 2016, Sjösatt: oktober 2019, Beräknas tas i tjänst under 2020